# Barbara Wolflingseder
Barbara Wolflingseder (* 1965) ist eine österreichische freiberufliche Hörspielsprecherin, Hörfunkmoderatorin, Journalistin, Fremdenführerin und Autorin.

## Leben
Aufgrund ihrer Liebe zu Wien ist die gebürtige Oberösterreicherin dorthin gezogen und hat sich seither nach eigener Aussage intensiv mit der Stadt und den Facetten der Großstadt beschäftigt. In Linz absolvierte sie das Studium der Visuellen Gestaltung und schloss eine Schauspielausbildung in Wien ab. Einige Jahre lang arbeitete sie in der Freien Wiener Theaterszene.
Wolflingseder betätigt sich zudem als Sprecherin und Hörfunkjournalistin bei Ö1 und beim ORF. Sie bietet Sprechtechnik- und Radioworkshops in Schulen und Jugendzentren an. Die Veranstaltungsreihe Literaturshow des Theatervereins Divina Komödie beruht auf einem Konzept von Barbara Wolflingseder und Andre Blau. Seit 2006 ist sie staatlich geprüfte Fremdenführerin in Wien, versteht sich aber mehr als Vermittlerin von Geschichte und Kultur. Öffentliche Führungen bietet sie über den Verein der Wiener Spaziergänge an und stellt auf Wunsch auch individuelle Führungen zusammen. Ihre beliebtesten Führungen sind Romantische Altstadt, Lust & Laster, Dunkle Geschichten, Zentralfriedhof, Wiener Sagen, Literaturspaziergang und die Cottage-Spaziergänge. Ab 2007 war sie Mitglied der Arbeitsgemeinschaft Wienführung, bei der sie mittlerweile nicht mehr als Mitglied gelistet ist. Außerdem gestaltete sie sieben Hörbücher über verschiedene Wiener Bezirke und schreibt Sachbücher.

## Werke
- Kollege kommt gleich: Wiener Taxigeschichten. Residenz, Wien, 2004, ISBN 978-3853263471
- Dunkle Geschichten aus dem Alten Wien. Pichler Verlag, Wien, 2012, ISBN 978-3-85431-642-8
- Dunkle Geschichten aus dem Alten Österreich. Pichler Verlag, Wien, 2013. ISBN  978-3-85431-642-8
- Lust & Laster im Alten Wien. Pichler Verlag, Wien, 2015. ISBN 978-3-85431-642-8
- Erinnerungen: Die Donaustadt in der Nachkriegszeit. Aktionsradius Wien, 2004, ISBN 978-3903573246
- Donaustadt : Geschichte und Geschichten der Wiener Gemeindebezirke. 22. Wiener Gemeindebezirk. Mandelbaum Verlag, 2008, ISBN 978385476-258-4
- Landstraße: Geschichte und Geschichten der Wiener Gemeindebezirke. 3. Wiener Gemeindebezirk. Mandelbaum Verlag, 2008, ISBN 978385476-259-1
- Ottakring : Geschichte und Geschichten der Wiener Gemeindebezirke. 16. Wiener Gemeindebezirk. Mandelbaum Verlag, 2008, ISBN 978385476-260-7
- Favoriten: Geschichte und Geschichten der Wiener Gemeindebezirke. 10. Wiener Gemeindebezirk. Mandelbaum Verlag, 2008, ISBN 978-3854762614

## Hörspiele (Auswahl)
- 1999: Wolfgang Bauer: Dream Jockey (Anruferin) – Regie: Götz Fritsch (Original-Hörspiel – ORF/BR)
- 2003: André Blau: Ausgang (Bibi) – Regie und Sprecher: André Blau (Original-Hörspiel, Kurzhörspiel – André Blau)